# マクシミリアン・ヨーゼフ・イン・バイエルン

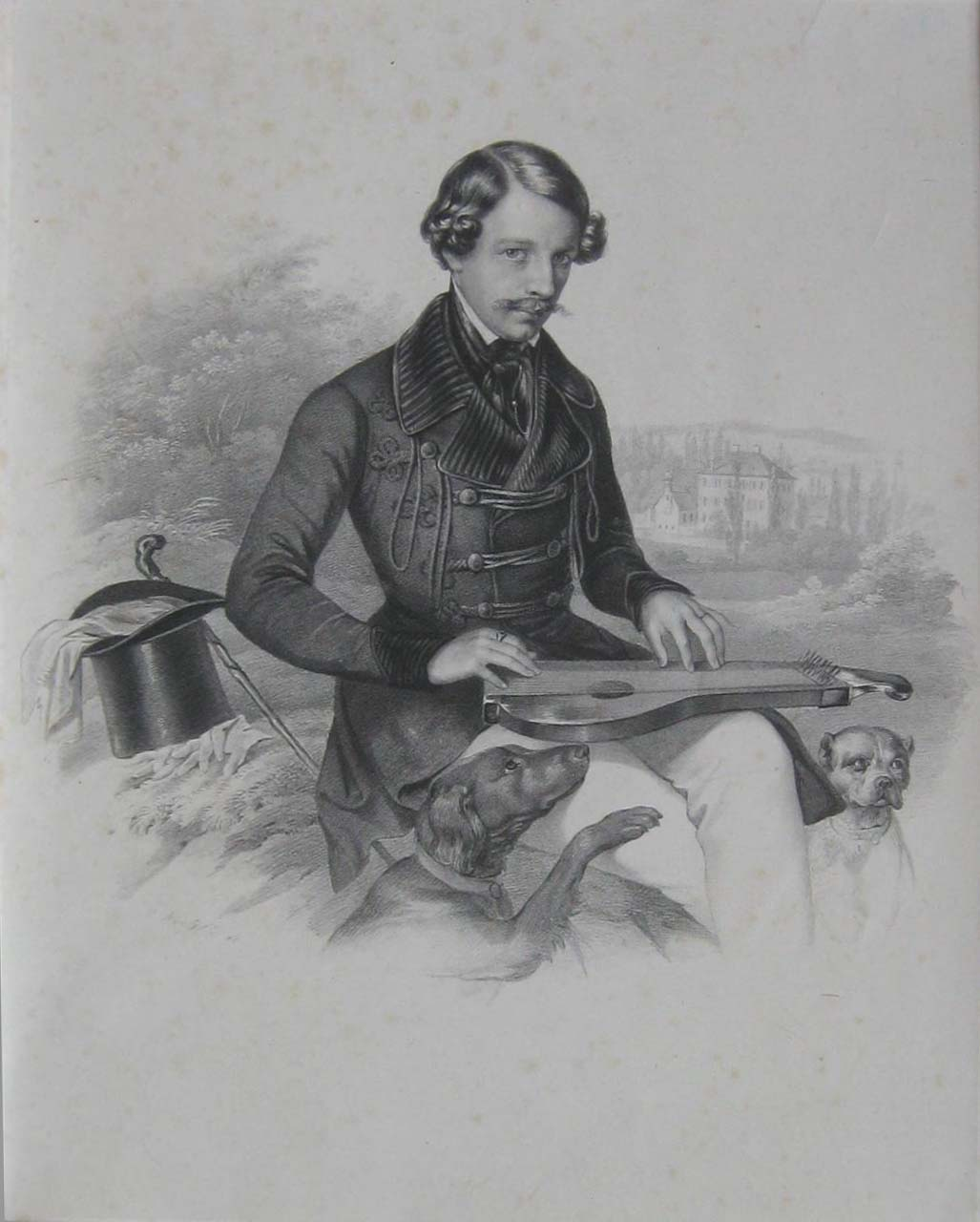
マクシミリアン・ヨーゼフ

マクシミリアン・ヨーゼフ・イン・バイエルン（Herzog Maximilian Joseph in Bayern, 1808年10月4日 - 1888年11月15日）は、バイエルン公（Herzog in Bayern）の称号を持つバイエルン王国の貴族。
オーストリア皇后エリーザベトの父として知られる。妃はバイエルン国王マクシミリアン1世の娘ルドヴィカ。エリーザベトの夫であるオーストリア皇帝フランツ・ヨーゼフ1世は、ルドヴィカの姉であるゾフィーの子。

## 生涯
バイエルン公ピウス・アウグストとその妻のアーレンベルク公女アマーリエ・ルイーゼの間の一人息子として生まれた。マクシミリアン・ヨーゼフは王家と同じヴィッテルスバッハ家の別系統に属し、男系では5代さかのぼると初代国王マクシミリアン1世と共通の先祖プファルツ＝ビルケンフェルト＝ビシュヴァイラー公クリスティアン1世にたどり着き、さらに7代さかのぼるとドイツ王兼プファルツ選帝侯ループレヒトにたどり着く（ライン宮中伯、プファルツ＝ビルケンフェルト家、バイエルン国王を参照）。
バイエルン公の称号は、マクシミリアン・ヨーゼフの祖父ヴィルヘルムの代からのものである。後の王マクシミリアン1世がバイエルン選帝侯位を継承した際に尽力した功績によってヴィルヘルムに授けられ、その男系子孫（男子・女子とも）に名乗ることが許された。ヴィルヘルムはまた、マクシミリアン1世の姉マリア・アンナを妻としていた。マクシミリアン・ヨーゼフの家系は、いわばバイエルンにおいて世襲親王家に例えられる格別な立場にあった。
1828年、父ピウス・アウグストの従妹にあたり、当時のバイエルン王ルートヴィヒ1世の異母妹である王女ルドヴィカと結婚した。2人は5男5女をもうけたが、夫婦関係は実質的に破綻していた。
ミュージカル『エリザベート』では、マクシミリアンはルドヴィカの姉ゾフィー大公妃と仲が悪いという設定で描かれているが、実際のマクシミリアンとゾフィー大公妃の間柄も性格の問題で良好とはいえなかった。
マクシミリアンは宮廷の格式ばったしきたりを嫌い、一家で田舎で暮らした。また、娘のエリーザベトを連れて旅や狩に出かけ、詩作やツィターの演奏・作曲を趣味とした。
マクシミリアンは家族を放置して己の快楽のみを追求する、自己中心的で身勝手な人物であったが、エリーザベトはそんな父を熱愛した（後年には2人は決裂してしまった）。彼も娘と同様に、バイエルン王家に連なりヨーロッパ諸王家の外戚ともなる名門貴族でありながら、君主制を否定していた。エリーザベトの性格は父の影響を色濃く受けているとも言える。
エリーザベトの弟のカール・テオドールは、貴族でありながら眼科の開業医を営んだ、父や姉とはまた違う意味で名門貴族らしからぬ人物であった。ウィーンの宮廷は、変人揃いであったマクシミリアン一家を「浮浪者の一団」とこき下ろしていた。

## 子女
- ルートヴィヒ・ヴィルヘルム （1831年 - 1920年）
- ヴィルヘルム・カール （1832年 - 1833年）
- ヘレーネ・カロリーネ・テレーゼ （1834年 - 1890年） - トゥルン・ウント・タクシス侯世子マクシミリアン・アントン妃
- エリーザベト・アマーリエ・オイゲーニエ （1837年 - 1898年） - オーストリア皇帝フランツ・ヨーゼフ1世皇后
- カール・テオドール （1839年 - 1909年）
- マリー・ゾフィー・アマーリエ （1841年 - 1925年） - 両シチリア王フランチェスコ2世妃
- マティルデ・ルドヴィカ （1843年 - 1925年） - トラーニ伯爵ルイジ妃
- マクシミリアン （1845年12月8日 - 1845年12月8日）
- ゾフィー・シャルロッテ・アウグステ （1847年 - 1897年） - アランソン公爵フェルディナン妃
- マクシミリアン・エマヌエル （1849年 - 1893年）